# Балыкова, Люция Кузьминична
Люция Кузьминична Балыкова (13 декабря 1931 — 28 ноября 2010) — советский и российский педагог, Герой Социалистического Труда (1978).

## Биография
Люция Балыкова родилась 13 декабря 1931 года в Татарске (ныне Новосибирская область) в русской семье. В 1949 году окончила среднюю школу в Омске и поступила на историко-филологический факультет Омского педагогического института имени М. Горького. В 1953 года окончила институт, после чего около трёх лет проработала преподавателем Кабырдакской средней школы Тюкалинского района Омской области. С 1956 года — преподаватель истории в Большеуковской средней школе (село Большие Уки Большеуковского района Омской области). В этой школе она проработала до выхода на пенсию. Коллеги отмечали её творческий подход к делу, у неё сложилась собственная технология обучения. За большие заслуги в деле обучения и коммунистического воспитания учащихся 27 июня 1978 года Люции Балыковой было присвоено звание Героя Социалистического Труда.
Активно занималась общественной деятельностью. Избиралась делегатом XXVII съезда КПСС (1986), членом Центральной ревизионной комиссии КПСС, членом Омского областного комитета КПСС. 25 апреля 1989 года вместе с 12 членами Центральной ревизионной комиссии написала письмо с просьбой вывести её из состава комиссии с целью омоложения состава, эта просьба была удовлетворена.
В 1995 году вышла на пенсию и переехала к дочери в город Советск Калининградской области. Участвовала в местном ветеранском движении. Умерла 28 ноября 2010 года. Похоронена на кладбище Советска.

## Награды
- Герой Социалистического Труда (1978)[1]
- Орден Ленина (1978)[1]
- Заслуженный учитель школы РСФСР (1978)[1]
- Орден «Знак Почёта» (1971)[1]
- Отличник народного просвещения РСФСР (1962)[1]
- Почётный гражданин Большеуковского района Омской области (2009)[1]